# Ligne 83 (Infrabel)
 (avril 2025).
Pour les articles homonymes, voir Ligne 83.
La ligne 83 est une ancienne ligne de chemin de fer en Belgique. Elle reliait Courtrai et Renaix via Avelgem.

## Histoire

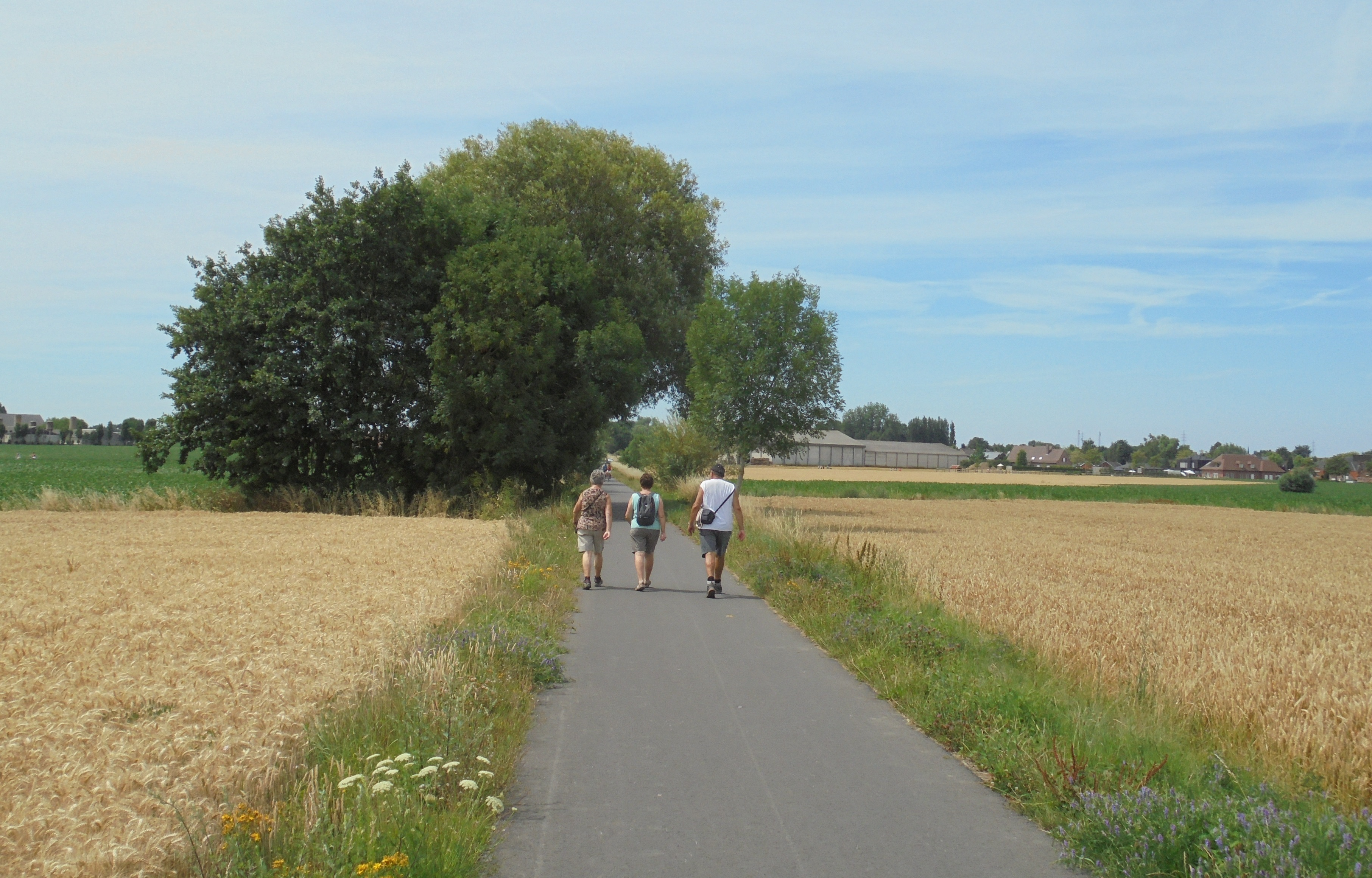
Randonneurs sur l’ancienne ligne entre Heestert et Avelgem

La ligne à voie unique est ouverte le 1er juin 1869 par la Société du chemin de fer de Braine-le-Comte à Courtrai qui est nationalisée en 1872. Elle n’est jamais electrifiée.
Le trafic voyageurs est terminé le 2 août 1959 entre Avelgem et Renaix, et le 20 mars 1960 entre Courtrai et Avelgem. Le trafic marchandises reste possible entre Courtrai et Knokke jusqu’à 1966, et des trains marchandises circulent sur la section entre Courtrai et l’usine de Bekaert à Zwevegem jusqu’à 1991. La voie entre Renaix et Zwevegem est démantelée entre 1962 et 1968, et le dernier tronçon entre Courtrai et Zwevegem est également démantelée en 2003.
Plusieurs tronçons de la ligne sont transformés en sentiers de randonnée ou en voies cyclables, notamment ceux entre Zwevegem et Avelgem, près du Mont de l'Enclus et entre Kortrijk et Zwevegem (construit en 2006). Dans les environs de Moen, l’ancienne voie est maintenant une réserve naturelle accessible à pied. La route cyclable est nommée Guldenspoorpad, en référence à la Bataille des Eperons d'Or.
Depuis 1882, la voie ferrée entre Amougies et Renaix fait aussi partie de la ligne 87 entre Tournai et Bassilly.

## Liaisons avec autres lignes
Dans les endroits suivants, il y avait des connexions avec des autres lignes de chemin de fer: 
Courtrai
ligne  66 entre Bruges et Courtrai
ligne  75 entre Gand-Saint-Pierre et Mouscron
Y Keizerstraat (bifurcation)
ligne  279 entre Y Keizerstraat et la zone industrielle de Harelbeke
Avelgem
ligne  85 entre Herseaux et Leupegem
Amougies
ligne  87 entre Bassilly et Tournai
Renaix
ligne  82 entre Alost et Renaix
ligne  86 entre La Pinte et Basècles-Carrières
ligne  87 entre Bassilly et Tournai

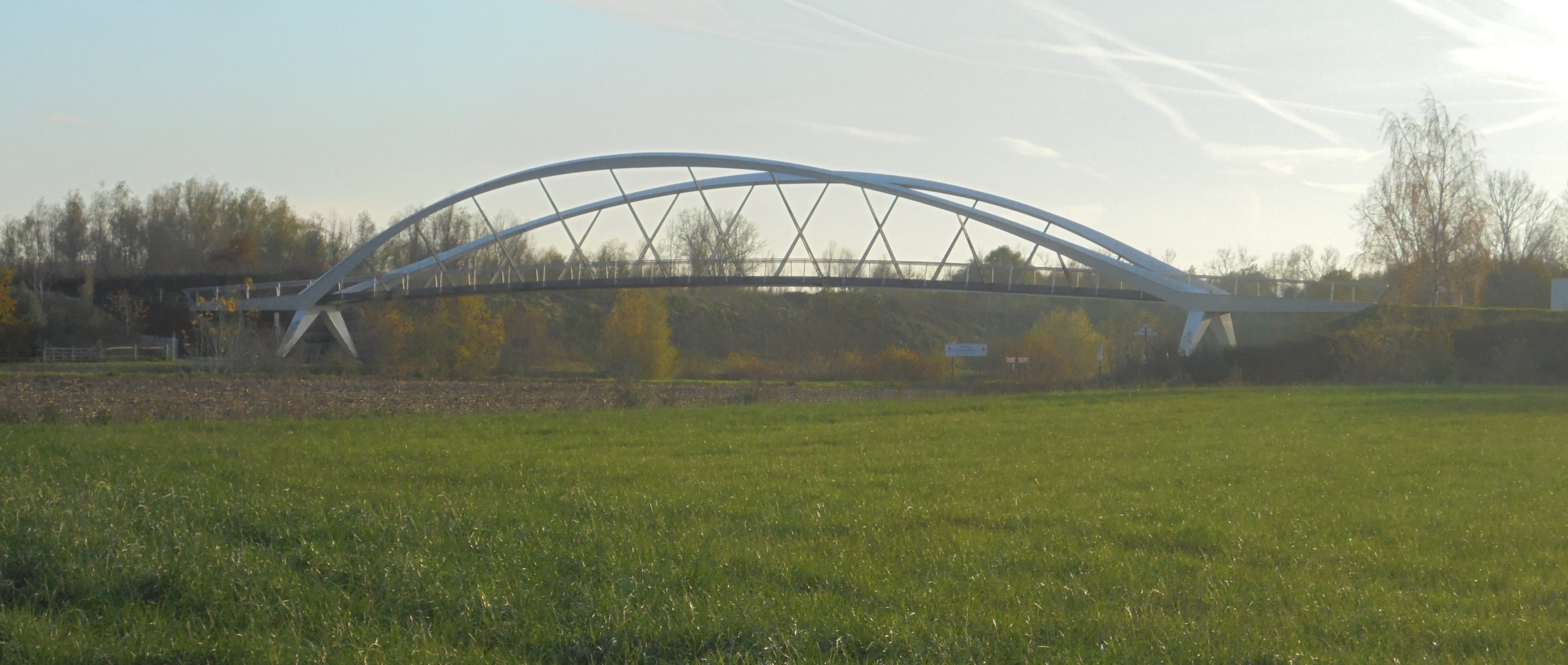
Passerelle piétonne à l'emplacement de l'ancien pont sur l'Escaut.
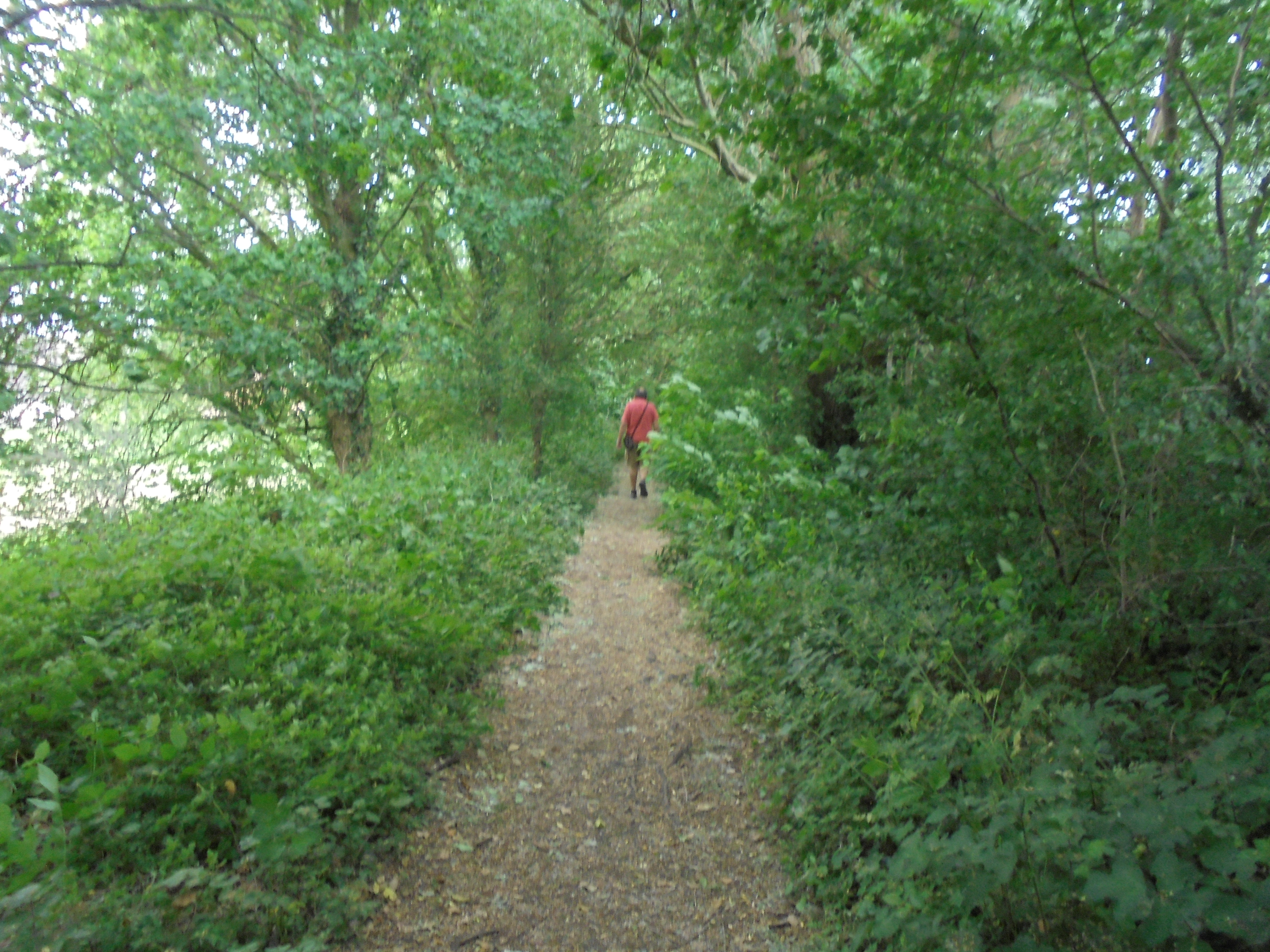
Ancienne ligne à Zwevegem.
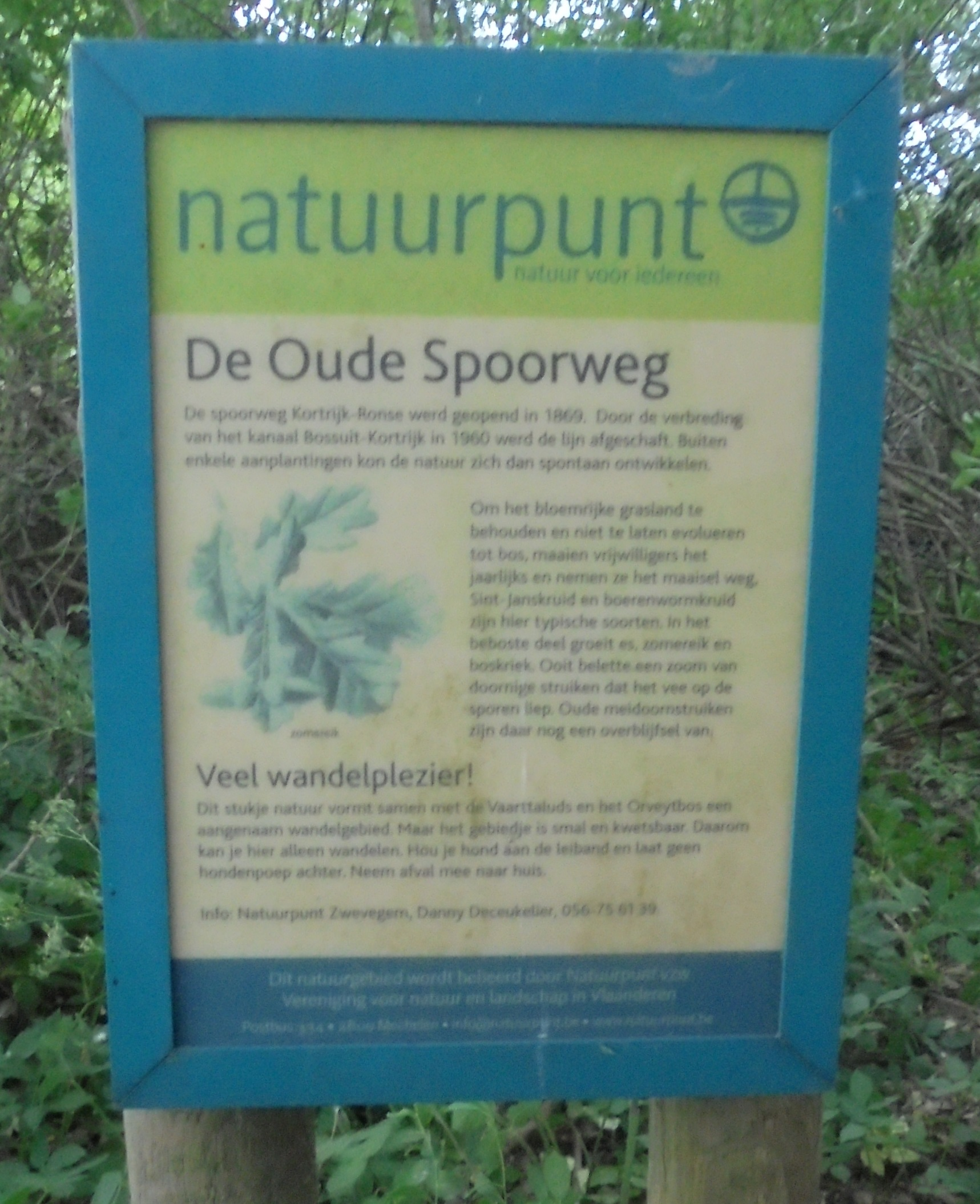
Reconvertie en sentier de randonnée.
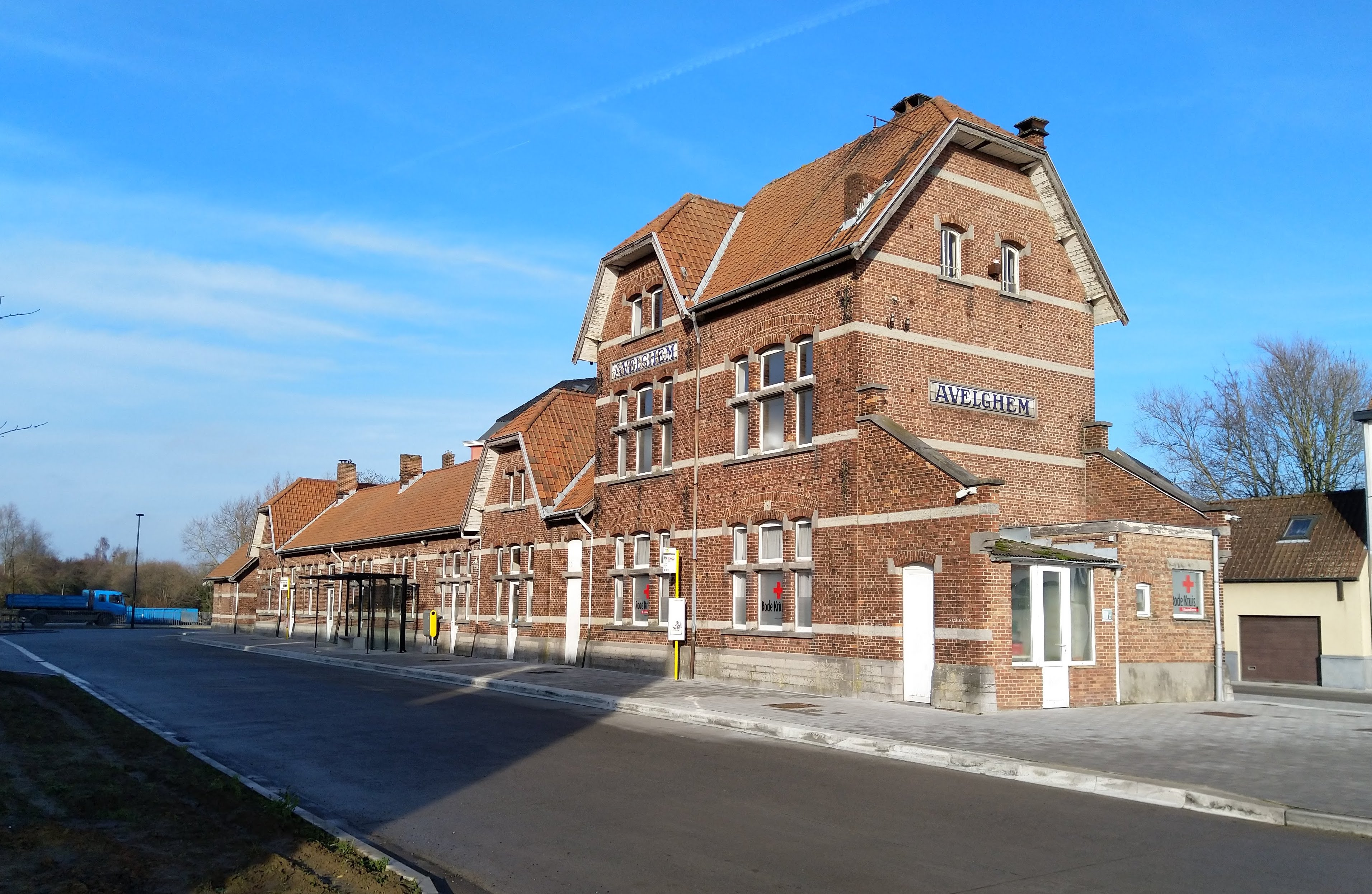
Gare d'Avelgem, reconstruite après la Première Guerre mondiale.